# Colobus
Colobus (česky gueréza, toto jméno je ale používáno pro více rodů) je rod opic z čeledi kočkodanovití (Cercopithecidae) a podčeledi hulmani (Colobinae).

## Systematika
Guerézy se řadí do čeledi kočkodanovití (Cercopithecidae) a podčeledi hulmani (Colobinae). Některé starší autority do rodu Colobus jakožto podrody řadí i guerézy Piliocolobus sp. a Procolobus sp., ty však většinou bývají osamostatňovány. V tomto nejčastějším případě rod Colobus zahrnuje těchto pět druhů:
- gueréza černá (C. satanas); výskyt v jižním Kamerunu, Rovníkové Guineji, Gabonu a na ostrově Bioko
- gueréza pláštíková (C. guereza); od východní Nigérie po Etiopii a Tanzanii
- gueréza angolská (C. angolensis); severní Angola, Konžská demokratická republika, Uganda, Rwanda, Burundi, jižní Keňa, Tanzanie, severní Zambie
- gueréza běloramenná (C. polykomos); od Gambie po Pobřeží slonoviny
- gueréza límcová (C. vellerosus); od Pobřeží slonoviny do jihozápadní Nigérie, historicky byla považována za poddruh g. běloramenné

Postavení gueréz na fylogenetickém stromu podle 

|  | gueréza angolská (C. angolensis)                                                                       |
|  | |
|  | \| \| gueréza běloramenná (C. polykomos) \| \| \| \| \| \| gueréza límcová (C. vellerosus) \| \| \| \| |
|  | |
|  | gueréza běloramenná (C. polykomos)                                                                     |
|  | |
|  | gueréza límcová (C. vellerosus)                                                                        |
|  | |

|  | gueréza běloramenná (C. polykomos) |
|  |                                    |
|  | gueréza límcová (C. vellerosus)    |
|  |                                    |

|  | gueréza angolská (C. angolensis)                                                                       |
|  | |
|  | \| \| gueréza běloramenná (C. polykomos) \| \| \| \| \| \| gueréza límcová (C. vellerosus) \| \| \| \| |
|  | |
|  | gueréza běloramenná (C. polykomos)                                                                     |
|  | |
|  | gueréza límcová (C. vellerosus)                                                                        |
|  | |

|  | gueréza běloramenná (C. polykomos) |
|  |                                    |
|  | gueréza límcová (C. vellerosus)    |
|  |                                    |

|  | gueréza angolská (C. angolensis)                                                                       |
|  | |
|  | \| \| gueréza běloramenná (C. polykomos) \| \| \| \| \| \| gueréza límcová (C. vellerosus) \| \| \| \| |
|  | |
|  | gueréza běloramenná (C. polykomos)                                                                     |
|  | |
|  | gueréza límcová (C. vellerosus)                                                                        |
|  | |

|  | gueréza běloramenná (C. polykomos) |
|  |                                    |
|  | gueréza límcová (C. vellerosus)    |
|  |                                    |

|  | gueréza angolská (C. angolensis)                                                                       |
|  | |
|  | \| \| gueréza běloramenná (C. polykomos) \| \| \| \| \| \| gueréza límcová (C. vellerosus) \| \| \| \| |
|  | |
|  | gueréza běloramenná (C. polykomos)                                                                     |
|  | |
|  | gueréza límcová (C. vellerosus)                                                                        |
|  | |

|  | gueréza běloramenná (C. polykomos) |
|  |                                    |
|  | gueréza límcová (C. vellerosus)    |
|  |                                    |

Typickým počtem chromozomů je 2n = 44.

## Charakteristika
Velikost geuréz rodu Colobus je udávána 45 až 72 cm, ocas měří 52 až 100 cm a hmotnost činí 5,4 až 14,5 kg.
Guerézy rodu Colobus jsou nazývány černobílými guerézami pro své typické zbarvení srsti. Pouze gueréza černá, odlišující se mj. i některými lebečními a dentálními znaky, má srst na celém těle černou. Mláďata se rodí se světlým zbarvením a dospělou kresbu získají teprve během dospívání. Pro geurézy rodu Colobus jsou typické relativně úzké řezáky a mohutná lebka a neobjevuje se příliš výrazný pohlavní dimorfismus. Špatně trávitelnou rostlinnou potravu (listy, semena, ale jen zřídka zralé plody) jim umožňuje rozkládat složený, několikakomorový žaludek. Pro guerézy je typická potravní specializace a v některých oblastech se mohou soustředit pouze na jediný krmný rostlinný druh.
Guerézy jsou stromoví primáti žijící v tropických deštných lesích i v suchých lesích subsaharské Afriky. Patří mezi druhy výborně adaptované na stromový život, často žijí v úrovni stromového baldachýnu. Sociální struktura může být značně variabilní, u guerézy límcové se objevují jednosamcové tlupy, pro guerézu límcovou nebo běloramennou jsou typické vícesamcové skupiny a tlupy guerézy angolské mohou čítat i několik stovek jedinců. Území si tyto opice mohou vymezovat táhlým voláním.

## Ohrožení
Černobílé guerézy byly, především během 19. století, pronásledovány pro svou okrasnou kožešinu, ceněna byla z tohoto pohledu hlavně gueréza pláštíková. Jenom v roce 1892 bylo v evropských továrnách zpracováno na 175 000 kusů kůží těchto opic a asi 26 000 kůží bylo z Habeše vyvezeno ještě roku 1961. Mezi současné problémy se řadí také lov pro maso, na který se nabaluje rostoucí lidská populace v subsaharské Africe a ztráta přirozeného prostředí. Kriticky ohroženým druhem je gueréza límcová, řadící se mezi nejvzácnější primáty světa. Jediným druhem, jenž je k roku 2022 málo dotčený podle IUCN, zůstává paradoxně gueréza pláštíková.